# 田子昌
田子昌（？—1949年12月2日），佤名艾门，沧源岩帅人，佤族部落政治及军事人物，岩帅头人田桑保之子、田兴武之侄。
班洪事件中曾率岩帅武装支援班洪抗英。1943年，被龙云封为“班洪抗日自卫队副指挥官”，参与抗日斗争。1949年4月，时任岩帅头人田兴武、田兴文接受中国共产党的领导，田子昌被任命为“迤南边区人民自卫军第一支队佧佤山守备大队”大队长，率田兴文的第十大队和守备大队武装于5月6日攻下勐董的国民党沧源设治局，后率部参与沧源保卫战。沧源解放后，第十大队和佧佤山守备大队合编为“中国人民解放军滇、桂、黔边区纵队第九支队澜、宁、源整训总队联合大队”。后经双江彭肇模、彭肇栋游说，企图发动叛乱占据沧源，并协助彭肇模部南渡小黑江。情报被田兴武、田兴文和李培伦获悉，于12月2日晚与其父一同被击毙。